# Beveren (Roeselare)
Beveren is een dorp in de Belgische provincie West-Vlaanderen en een deelgemeente van de stad Roeselare. Het telt 6026 inwoners (telling 2021) en was tot 1965 een zelfstandige gemeente. Beveren ligt net ten noordoosten van Roeselare-centrum en is deels vergroeid met de stadskern.

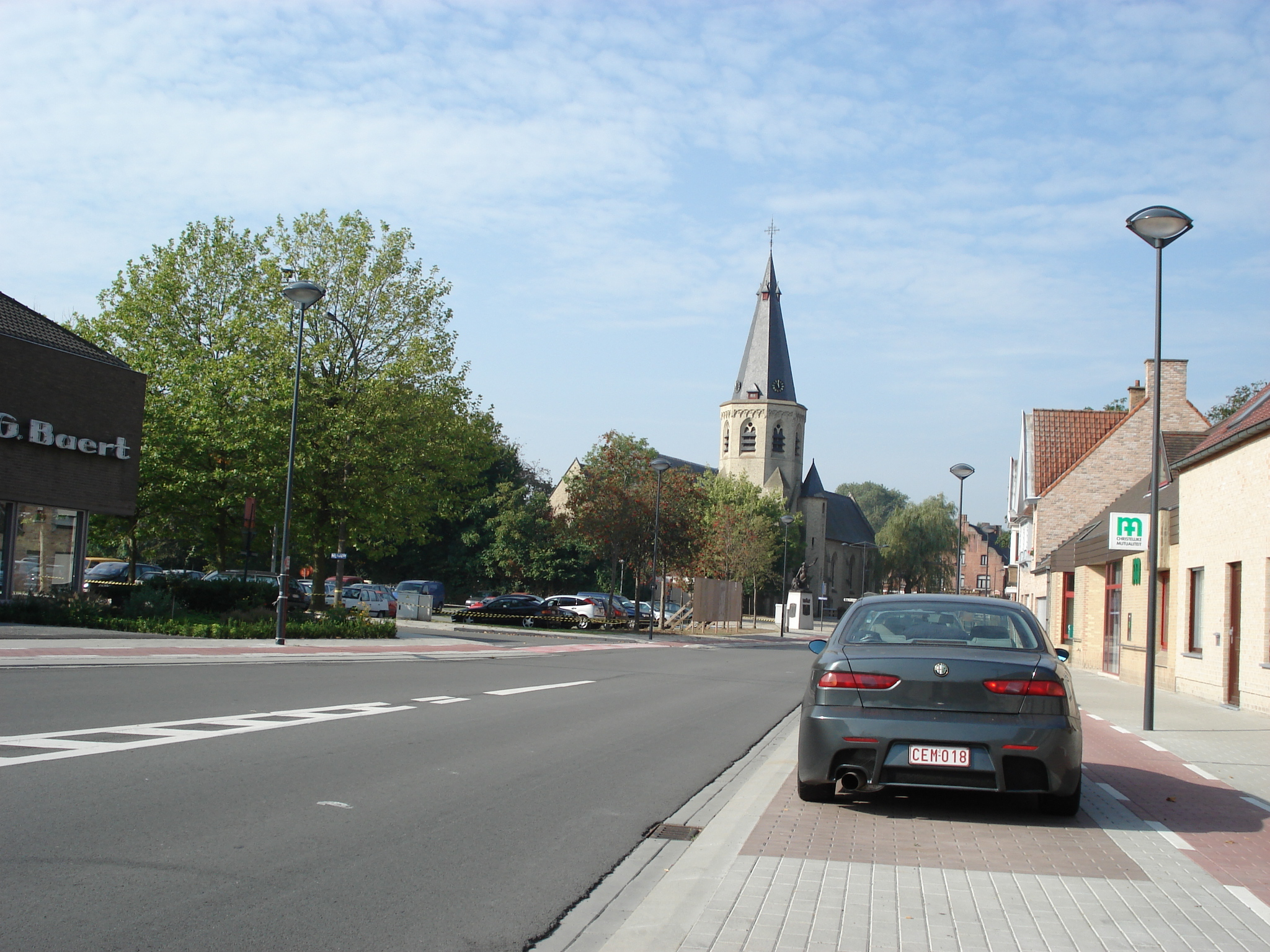
Kerk en centrum van Beveren-Roeselare

## Geschiedenis
Omstreeks 1145 wordt Beveren voor het eerst vermeld in geschiedkundige documenten als Beverna. De naam zou verwijzen naar het Keltische Bebrona (bebro = bever) of het Germaanse Bivruno (bivru = bever). Tijdens de middeleeuwen bestond Beveren uit meerdere heerlijkheden, waaronder Beveren en Onlede. Als wapen voert het dorp Beveren het schild van Jan van Vlaanderen. Het dorpsgebied was verdeeld tussen de Kasselrij Ieper en het Brugse Vrije. In de 18e eeuw waren er twee heren van het geslacht De Beer, en in 1783 kwam de heerlijkheid aan het geslacht De Plotho.
Het patronaatsrecht van de kerk behoorde tot 1145 toe aan de Eekhoutabdij te Brugge, daarna aan de Sint-Maartensabdij van Doornik.
In juli 1918 werd de kerk getroffen door een Brits bombardement. Daarna werd de kerk herbouwd.

## Demografische ontwikkeling
- Bronnen:NIS, Opm:1831 tot en met 1970=volkstellingen; 1976 = inwoneraantal op 31 december

## Industrie
In Beveren is veel industrie gevestigd. In 1881 vestigde het bedrijf Jonckheere (nu VDL Bus Roeselare) zich in Beveren als wagenmakerij. Later werd het een carrosseriebouwer en in 1921 begon men ook autobussen te bouwen. In 1928 vestigde zich het bedrijf Snauwaert, dat tennisrackets vervaardigde, in Beveren. Het bedrijf sloot de Belgische vestigingen halverwege de jaren '80 van de 20e eeuw. Vanouds was Beveren ook een productiecentrum van platen voor cichorei-asten (drooginstallaties voor cichorei) en stond het bekend om zijn cichorei-astenbouwers, met name de firma's Jonckheere-Verhalle en Soenen. In de jaren '80 van de 20e eeuw ontstond het industriepark nabij de Wijnendalestraat, dat voor veel werkgelegenheid zorgde. Enkele bekende Beverse firma's: Dumo (Plastics), Lollywood, BC-Components (nu Vishay), Wever & Ducré, Mulder (Natural Food), AJ Veurink (internationaal en nationaal transport), ...

## Bezienswaardigheden
- De Heilige-Kruisverheffingskerk is de parochiekerk van Beveren.

De parochie was vanouds gewijd aan de heilige Germanus. Sinds 1672 bestond er een Broederschap van het Heilig Mirakelkruis, en in 1928 werd uiteindelijk besloten om de kerk voortaan te wijden aan de Heilige Kruisverheffing (feestdag: 14 september).
Na een luchtbombardement van de Duitsers in juli 1918 werd de Heilige-Kruisverheffingskerk in 1923 heropgebouwd met gele zandsteen en was voltooid in 1925. De inwijding gebeurde pas in 1933.
Deze kerk had van augustus 1970 tot september 2008 een hulpkerk in de nabijgelegen wijk Kapelhoek, de Sint-Catharinakerk.
- Twee belangrijke monumenten zijn een Heilig-Hartbeeld en een herdenkingsmonument van de beide wereldoorlogen. Beiden staan in de nabije omgeving van de Heilige-Kruisverheffingskerk.
- Het Klooster van Beveren - Roeselare bevindt zich in de nabijgelegen Schoolstraat, naast basisschool 'De Bever'.

## Natuur en landschap
Beveren bevindt zich in Zandlemig Vlaanderen op een hoogte van ongeveer 20 meter. De belangrijkste beek is de Krommebeek die zuidwaarts naar de Mandel stroomt. De omgeving van Beveren is sterk verstedelijkt, vooral naar het westen toe.

## Sport en recreatie
Beveren beschikt over verschillende sportverenigingen, waaronder voetbalploeg Dosko Beveren, wielerploegen WTC De Bevernaar & BTT en vrouwenvolleybalploeg Bevo Beobank Roeselare. Deze laatste speelt sinds het seizoen 2018-2019 in Liga B.

## Evenementen
In 1995 werd het Delirium Blues Festival voor het eerst in Handzame gehouden. Later werd het in Lichtervelde gehouden, en vervolgens in Beveren. In 2018 hield het festival na 23 edities op te bestaan.

## Geboren
- Henri Lietaert (1854-1944) componist, muziekpedagoog, dirigent en kornettist
- Emiel Devos (1886-1964), kunstenaar
- Karel Lievens (1921-1999) onderwijzer en heemkundige

## Nabijgelegen kernen
Kapelhoek, Roeselare, Tasse, Gits, Ardooie

## Trivia
- Germanus van Auxerre is de patroonheilige van Beveren.

Deelgemeenten: Beveren · Oekene · Roeselare · Rumbeke

Overige dorpen: Beitem · Zilverberg

Wijken en gehuchten: De Ruiter · Schiervelde

Belgische gemeenten · Arrondissement Roeselare · West-Vlaanderen · Vlaanderen